# 博多语
博多语（बर' [bɔɽo]）是印度東北度阿萨姆邦的官方语言之一（该邦的主要官方语言是阿萨姆语），為博多人的語言，属于汉藏语系藏缅语族的萨尔语群，接近中国的景颇语。自1975年後使用天城文作為書寫文字。

## 語音系統
这个语言有两个声调，音节结构简单，没有复辅音。

## 外部連結
- Abley, Mark (2006) The Verbs of Boro （页面存档备份，存于）, Lost Magazine （页面存档备份，存于）, March 2006
- Bodoland.org（页面存档备份，存于）
- Boro Language

1. ↑  Hammarström, Harald; Forkel, Robert; Haspelmath, Martin; Bank, Sebastian (编). . . Jena: Max Planck Institute for the Science of Human History. 2016.